# Championnats du monde de ski de vitesse 2015
Navigation
Vars 2013 Idre Fjall 2017
Les Championnats du monde de ski de vitesse 2015 se sont déroulés du 27 février au 2 mars 2015 à Grandvalira (Andorre) sous l'égide de la fédération internationale de ski. C'est la première fois qu'ils sont organisés à Grandvalira.
Un titre est décerné dans chaque catégorie :
- S1 (Speed One) : la catégorie-reine (avec équipements spéciaux)
- SDH (Speed Downhill) : l'anti-chambre de la catégorie S1 (avec équipement de descente de ski alpin)
- SDHJ : les juniors (U21 : moins de 21 ans)

## Participants
80 participants de 13 nationalités différentes
| Amerique du Nord                                              | Amerique du Nord                                             | Amerique du Nord |
| ------------------------------------------------------------- | ------------------------------------------------------------ | ---------------- |
| - États-Unis                                                  |                                                              |                  |
| Europe (12 pays)                                              |                                                              |                  |
| - Allemagne - Autriche - Espagne - Finlande - France - Italie | - Pologne - Royaume-Uni - Russie - Suède - Suisse - Tchéquie |                  |

## Piste
| Nom                | Riberal |
| Altitude de départ | 2538 m  |
| Altitude d’arrivée | 2338 m  |
| Dénivellation      | 200 m   |
| Longueur totale    | 900 m   |
| Longueur utile     | 450 m   |
| Pente maximum      | 0074 %  |
| Pente moyenne      | 00      |

## Podiums

### Hommes
| Épreuves | Or             | Argent        | Bronze               |
| -------- | -------------- | ------------- | -------------------- |
| S1       | Simone Origone | Ivan Origone  | Klaus Schrottshammer |
| SDH      | Guenther Foidl | Erik Backlund | Manuel Kramer        |
| Juniors  | Marc Amann     | Kevin Monay   | Dabiel Raab          |

### Femmes
| Épreuves | Or                | Argent           | Bronze            |
| -------- | ----------------- | ---------------- | ----------------- |
| S1       | Valentina Greggio | Linda Baginski   | Lisa Hovland-Udén |
| SDH      | Seraina Murk      | Birgit Kohlmaier | Audrey Passet     |
| Juniors  | Britta Backlund   | Cléa Martinez    | Tiphaine Beaumont |

## Résultats détaillés

### Hommes S1
| \| Rang \| Skieur \| Vitesse \| \| ------------------ \| -------------------- \| ----------- \| \| Médaille d'or \| Ivan Origone \| 181.82 km/h \| \| Médaille d'argent \| Simone Origone \| 181.51 km/h \| \| Médaille de bronze \| Klaus Schrottshammer \| 181.35 km/h \| \| 4 \| Nikolay Pimkin \| 180.11 km/h \| \| 5 \| Casper Brostrand \| 179.74 km/h \| \| 6 \| Bastien Montes \| 179.71 km/h \| \| 7 \| Philippe May \| 178.24 km/h \| \| 8 \| Rego Eigenmann \| 177.93 km/h \| \| 9 \| Ricardo Adarraga \| 177.88 km/h \| \| 10 \| Christian Jansson \| 177.71 km/h \| 30 participants |                      |             |
| Rang | Skieur               | Vitesse     |
| Médaille d'or | Ivan Origone         | 181.82 km/h |
| Médaille d'argent | Simone Origone       | 181.51 km/h |
| Médaille de bronze | Klaus Schrottshammer | 181.35 km/h |
| 4 | Nikolay Pimkin       | 180.11 km/h |
| 5 | Casper Brostrand     | 179.74 km/h |
| 6 | Bastien Montes       | 179.71 km/h |
| 7 | Philippe May         | 178.24 km/h |
| 8 | Rego Eigenmann       | 177.93 km/h |
| 9 | Ricardo Adarraga     | 177.88 km/h |
| 10 | Christian Jansson    | 177.71 km/h |

### Femmes S1
| \| Rang \| Skieuse \| Vitesse \| \| ------------------ \| ---------------------- \| ----------- \| \| Médaille d'or \| Valentina Greggio \| 175.08 km/h \| \| Médaille d'argent \| Linda Baginski \| 172.42 km/h \| \| Médaille de bronze \| Lisa Hovland-Udén \| 171.11 km/h \| \| 4 \| Karine Dubouchet-Revol \| 162.63 km/h \| \| 5 \| Célia Martinez \| 165.52 km/h \| \| 6 \| Hanna Matslofva \| 164.26 km/h \| |                        |             |
| Rang | Skieuse                | Vitesse     |
| Médaille d'or | Valentina Greggio      | 175.08 km/h |
| Médaille d'argent | Linda Baginski         | 172.42 km/h |
| Médaille de bronze | Lisa Hovland-Udén      | 171.11 km/h |
| 4 | Karine Dubouchet-Revol | 162.63 km/h |
| 5 | Célia Martinez         | 165.52 km/h |
| 6 | Hanna Matslofva        | 164.26 km/h |